# Kostel Všech svatých (Raná)
Kostel Všech svatých v Rané je římskokatolický farní kostel v obci Raná v okrese Louny. Od roku 1964 je chráněn jako kulturní památka. Stojí obklopený hřbitovní zdí v horní části trojúhelníkové návsi.

## Historie a stavební vývoj
První písemná zmínka o farním kostele v Rané pochází z roku 1335. Tehdy král Jan Lucemburský potvrdil nadaci lounského rychtáře Béra pro klášter magdalenitek poblíž Loun. Její součástí bylo udělení patronátního práva ke kostelu v Rané. Z předhusitského období jsou známa jména několika farářů. V roce 1378 zemřel plebán Hanko, kterého nahradil duchovní Jaxon z Loun. Po Jaxonově smrti v roce 1413 zaujal jeho místo další lounský rodák jménem Mikuláš.
V 16. století spravovali kostel utrakvističtí kněží. K roku 1570 se vztahuje první zpráva o jeho vykradení. Toho roku v Lounech oběsili muže, který se do kostela vloupal a ukradl bohoslužebné nádoby.

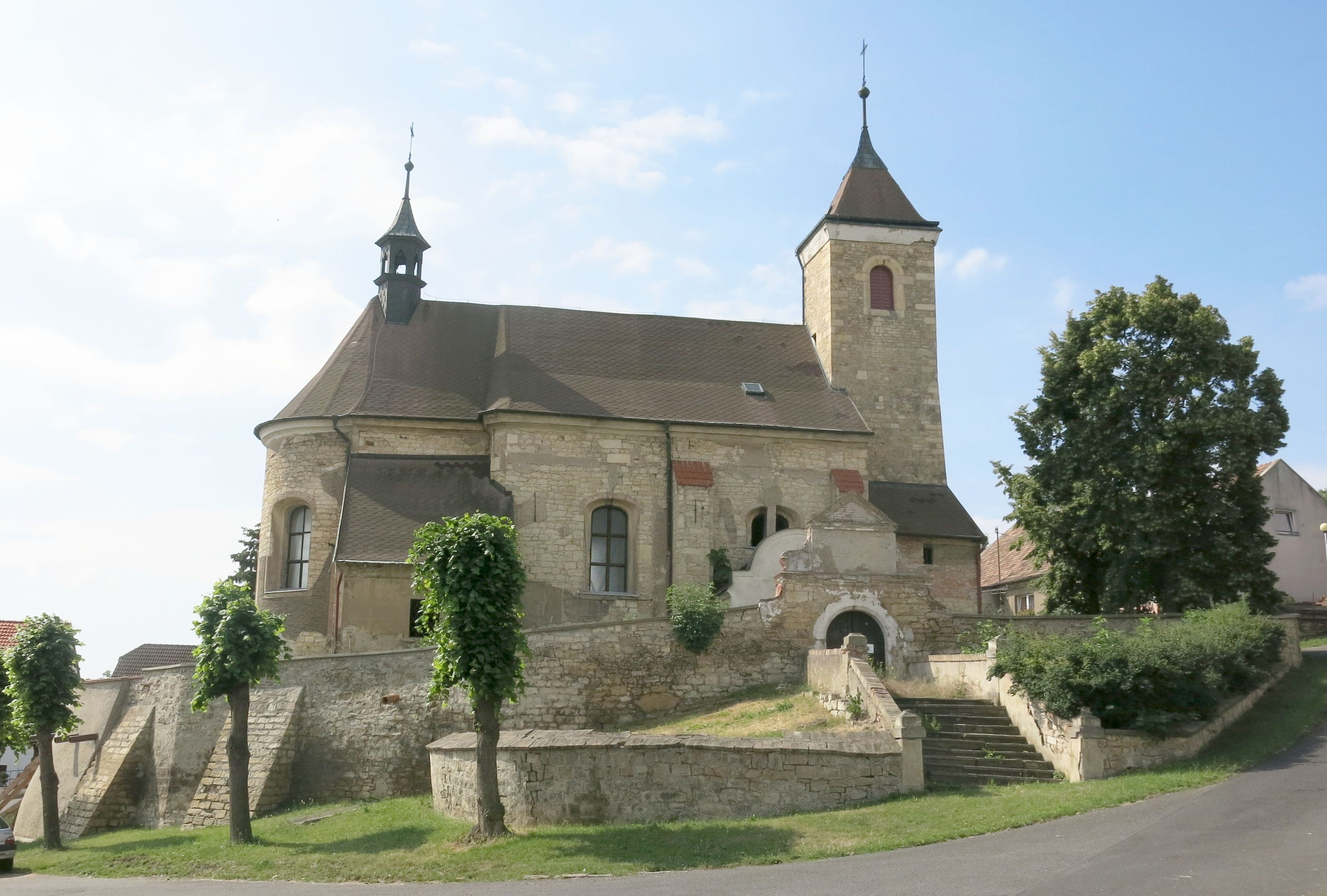
Kostel od severu

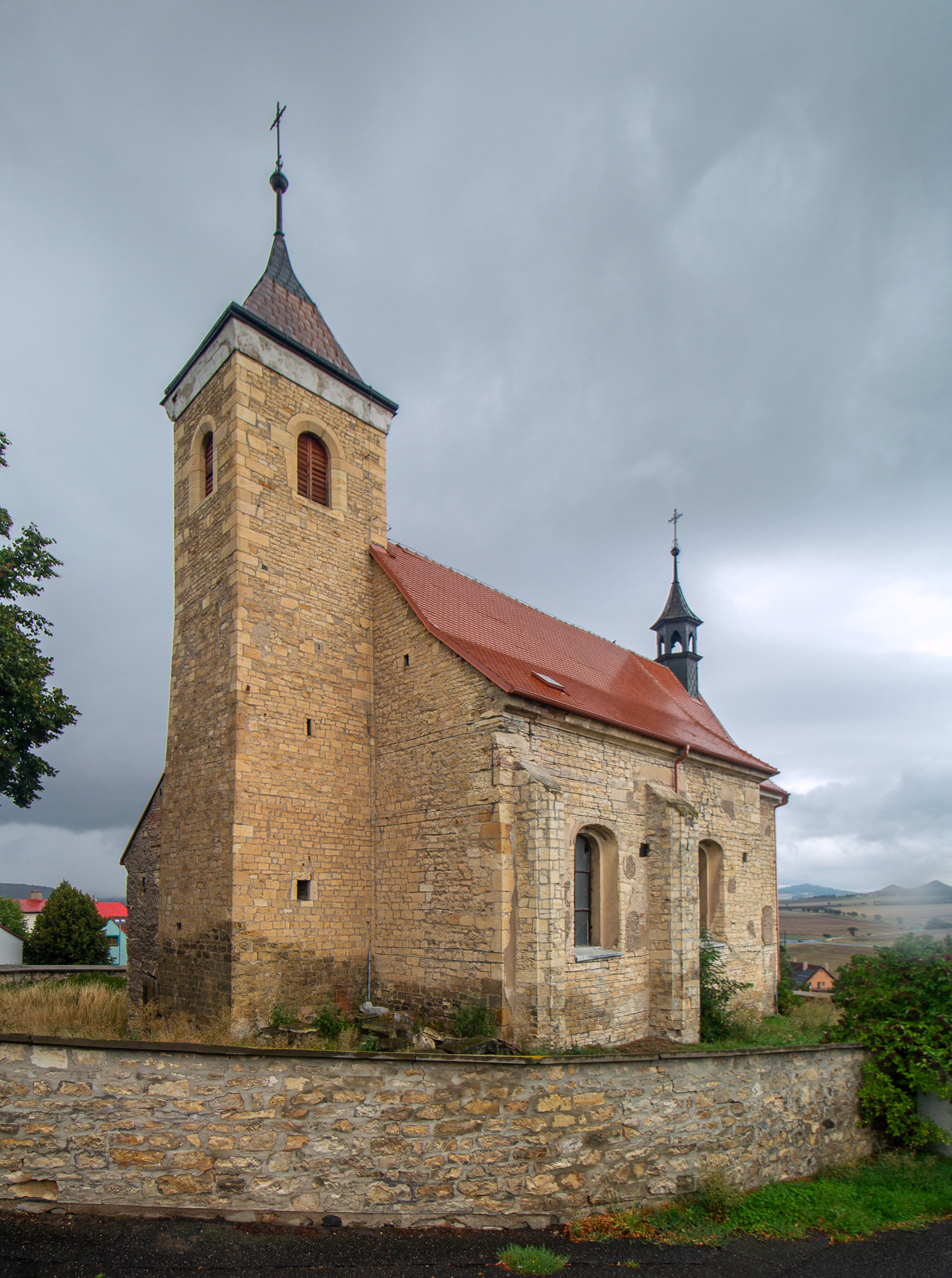
Jižní fasáda věže

Poslední předbělohorský evangelický farář na Rané se jmenoval Jan Columella. Pocházel ze Stříbra. Než odešel do duchovní služby, učil v letech 1603–1607 na lounské městské škole, poslední dva roky jako její rektor. Teprve v roce 1627, po vydání Obnoveného zřízení zemského, přestoupil veřejně ke katolictví. Tento akt proběhl, stejně jako v mnoha jiných případech, jen na oko, v průběhu třicetileté války Columella emigroval. V roce 1624 postihl Ranou rozsáhlý požár, který se kromě lounského městského dvora a pěti usedlostí vyhnul i kostelu. Od roku 1627 byla Raná přifařena k Lounům. Roku 1771 zde byla zřízena expozitura, 1849 lokálie a roku 1857 byla ranská farnost obnovena.
Nejstarší částí kostela je věž až do úrovně druhého patra. Prvně na románský původ kostela upozornili Jiří Škabrada a Milada Radová-Štiková. Charakter zdiva věže, tvořené menšími opukovými kvádry, je románský a lze ho hypoteticky klást na přelom 12. a 13. století. Tomu odpovídá i patrocinium kostela, které je v Čechách v té době časté. Jižně na věž navazuje zdivo západní části lodi v délce asi dvou metrů, ukončené armovanými kvádry. Tato část je rovněž románská a vyznačuje původní šířku lodi. Ranský kostel tak patřil do skupiny románských kostelů s obdélnou lodí a věží v západním průčelí.
K prvním stavebním úpravám došlo ve 14. století. Tehdy byla loď rozšířena jižním a snad i severním směrem a prodloužena na východ. Z té doby pocházejí menzy hlavního a obou postranních oltářů. Dendrochronologický rozbor stropních trámů prokázal, že nejvyšší, zvonové patro věže s obloukovými okny vzniklo v 60. letech 15. století.
V 80. letech 18. století proběhla barokní přestavba kostela. Ze středověké stavby byly ponechány jen malé fragmenty obvodového zdiva lodi a presbytáře. Sakristie byla postavena v roce 1829, kůr a schodiště ve věži roku 1892. Roku 1933 byl kostel opatřen novým sanktusníkem.
V polovině 80. let 20. století se kostel ocitl na seznamu církevních objektů, které se měly zbořit. V roce 1987 ale bylo rozhodnuto, že se opraví a předá Národnímu technickému muzeu. Po pádu komunistického režimu v roce 1989 z tohoto plánu sešlo.

## Stavební podoba

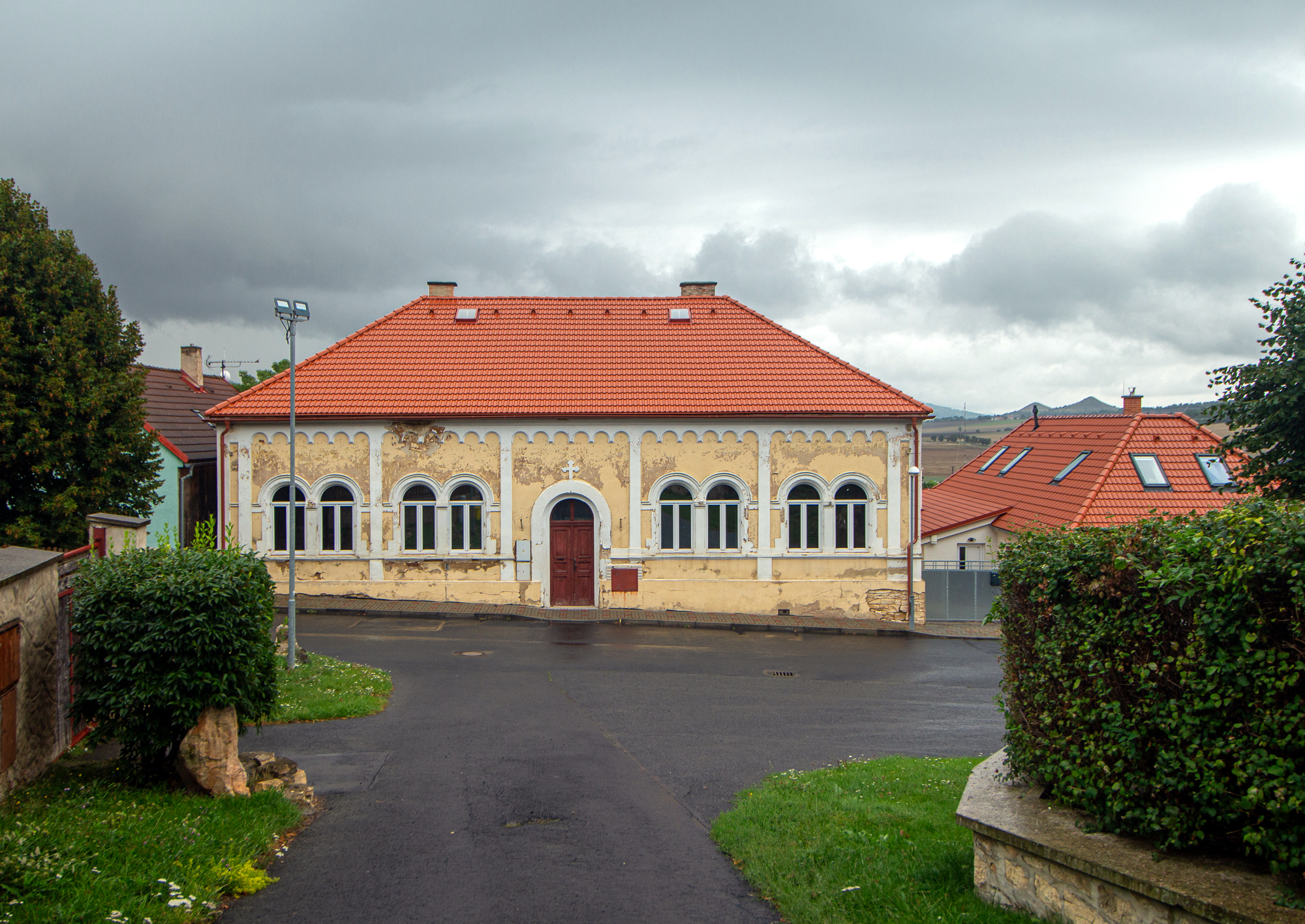
Budova fary

Jednolodní kostel s obdélným půdorysem je postavený z opuky a býval omítnutý. Presbytář na severovýchodní straně je polokruhově uzavřený a k jeho severní straně přiléhá obdélná sakristie. Boční stěny jsou opatřené opěrnými pilíři a členěné lizénovými rámci a okny se stlačenými oblouky. Před prosté západní průčelí předstupuje hranolová věž s přístavkem božího hrobu. K severní straně lodi je ještě přistavěná drobná předsíň. Interiér kostela má rozměry 18,5 × 7,8 m. Loď je zaklenutá dvěma poli plackové klenby oddělenými dvojicí pásů, které navazují na pilastry. V západní části lodi stojí dřevěná kruchta a nachází se zde segmentově zakončený drobný portál do prostoru božího hrobu. Na loď navazuje presbytář oddělený polokruhovým vítězným obloukem a zaklenutý stejným typem klenby. Na ni navazuje pásem oddělená koncha se dvěma lunetami. Do předsíně s průčelím zdůrazněným polokruhovým štítem se vchází taktéž polokruhově zakončeným vstupem. Uvnitř se však nachází pozdně gotický polokruhově zakončený vstup s bohatě profilovaným ostěním zakončeným oslím obloukem. Po stranách portálu se nacházejí dvě visuté lilie.

## Zařízení
Interiér kostela je zdevastovaný. Hlavní oltář, na němž se kdysi nacházel obraz Všech svatých, pochází ze druhé poloviny osmnáctého století. Pozdně gotická křtitelnice, kterou uvádí i s jejím vyobrazením Matějka, se rovněž nedochovala. Byla z opuky a vysoká jeden metr. Všechny její plochy byly pokryté lichými kružbami; v jednotlivých polích dříku bylo vytesáno osm lilií. Horní okraj lemovalnápis se jmény apoštolů a evangelistů. K vybavení patřil také stříbrný pozlacený kalich na vysoké noze s letopočtem 1529. Do kostela byl kdysi také přemístěn obraz svatého Jiří z kaple, která stávala na vrchu Oblík. Ani ten už v kostele není. Když se v roce 1892 postavil nový kůr, byly na něj instalovány nové varhany, které vyrobil Josef Tregler z Loun. Roku 1911 je opravil jeho syn, hudební skladatel a varhaník Eduard Tregler.